# The Green
The Green je americký hraný film z roku 2011, který režíroval Steven Williford. Film zachycuje vztah dvou mužů, kteří musejí čelit homofobnímu pohrdání svého okolí. 

## Děj
Michael Gavin a jeho partner Daniel se přestěhovali z New Yorku na maloměsto v Connecticutu, aby se vyhnuli hektickému životu ve velkoměstě. Michael vyučuje na zdejší střední škole, na které vede rovněž dramatický kroužek. Také by rád dokončil svůj první román. Daniel provozuje malou restauraci. Společně opravují starý dům. Jejich pokojné soužití se sousedy se však změní ve chvíli, kdy Michaela jeden z jeho oblíbených studentů obviní z nevhodného chování. Jason žije se svou matkou a jejím přítelem a momentálně mu hrozí ztráta stipendia a vyloučení ze školy. Poté, co obviní Michaela, uteče z domu. Obyvatelé města až na výjimky okamžitě s předsudky odsoudí oba partnery. Těm nezbývá, než se obrátit na právničku Karen, aby jim pomohla. Celá situace má negativní dopad i na jejich partnerský vztah.

## Obsazení
| Jason Butler Harner | Michael Gavin |
| Cheyenne Jackson    | Daniel        |
| Illeana Douglas     | Trish         |
| Julia Ormond        | Karen         |
| Christopher Bert    | Jason         |
| Karen Young         | Janette       |
| Clayton Fox         | Brad          |
| Bill Sage           | Leo           |